# 張九敍 (嘉靖進士)
張九叙（？年—？年），山西太原府石州人，軍籍。明朝政治人物。

## 生平
嘉靖四年（1525年）乙酉科山西鄉試舉人，嘉靖五年（1526年）联捷丙戌科第二甲第六名進士。初授南京户部主事，升户部江西司署员外郎，十二年八月出为陕西按察司佥事。十八年復除山东佥事，九月升本省布政司左参议，再升河道副使，二十六年七月山东曹县黄河决口，城池漂没，人民死者甚众，张九叙等人被下御史逮问。後官至苑马寺卿。